# Tiótkino (Kursk)
Tiótkino (en ruso: Тёткино, lit. 'Tyotkino') es un asentamiento de tipo urbano de Rusia perteneciente al óblast de Kursk. Situado en el suroeste del país, forma parte del raión de Glushkovo.

## Geografía
Tiotkino se encuentra en un pequeño saliente del territorio ruso a orillas del río Seim, con la frontera entre Rusia y Ucrania al noroeste, suroeste y sureste del asentamiento. El lugar está 25 km al oeste de Glushkovo y 110 km al oeste de Kursk, formando parte de la región histórica de la Ucrania Libre.

## Historia
El año de fundación de Tiotkino se considera el año 1650, fundado por nativos del actual óblast de Poltava, así como por militares de la gobernación de Moscú, principalmente aquellos que realizaban el servicio fronterizo.
En 1861 se fundó una fábrica de azúcar, en 1865 se puso en funcionamiento una destilería y en 1886, un molino de vapor. Los propietarios de estas empresas eran productores de azúcar muy conocidos en Rusia y Europa, Tereshchenko. Tiotkino adquirió las características de un asentamiento obrero típico de la Rusia posreformista. Durante este período, Tiotkino perteneció al uyezd de Rylsk de la gobernación de Kursk.
Durante la Segunda Guerra Mundial, Tiotkino estuvo ocupado por la Wehrmacht alemana desde el 8 de octubre de 1941 hasta el 2 de septiembre de 1943. Durante este tiempo, 40 personas fueron arrestadas y fusiladas, 118 de los habitantes de Tiotkino fueron trasladados a Alemania y 12 partidarios del régimen soviético fueron ahorcados públicamente.
En 1957 el lugar recibió el estatus de asentamiento de tipo urbano.
El 12 de marzo de 2024, como parte de la invasión rusa de Ucrania, la Legión Libertad de Rusia anunció que tenía el control de la aldea después de una incursión transfronteriza, cuando los soldados rusos huyeron dejando sus posiciones y equipo militar. Rusia negó esta declaración, diciendo que sus fuerzas todavía tenían el control de la aldea. La Legión declaró que habían llevado a cabo la incursión junto con los batallones Siberia y Cuerpo de Voluntarios Rusos.

## Demografía
La evolución demográfica de Tiotkino entre 1939 y 2021 fue la siguiente:
| 7849                           | 7400 | 7058 | 6137 | 5375 | 5224 | 4223 | 3852 |
| (Fuente: Population of Russia) |      |      |      |      |      |      |      |

## Infraestructura

### Transporte
Por Tiotkino pasa la carretera regional 38K-040, que se bifurca de la 38K-017 procedente de Kursk en Rylsk y continúa desde el asentamiento de Glushkovo. En Tiotkino había una estación de trende la línea ferroviaria de Druzhbá a Vorozhba, cerrada a finales de la década de los 2000.   